# Прилесное (Харьковская область)
Прилесное (укр. Прилісне; до 2025 года — Прелестное) — посёлок,
Кулиничёвский поселковый совет,
Харьковский район,
Харьковская область.
Код КОАТУУ — 6325157311. Население по переписи 2001 года составляет 231 (104/127 м/ж) человек.

## Географическое положение
Посёлок Прелестное находится на правом берегу реки Немышля, недалеко от её истоков,
ниже по течению на расстоянии в 4,5 км расположено село Бражники,
на противоположном берегу — село Слободское.
На реке сделана небольшая запруда.
Рядом проходит автомобильная дорога Т-2104.

## История
- 1933 — дата образования совхоза имени Фрунзе. Совхоз был назван именем командующего Южным фронтом РККА, штаб которого находился в 1920 году в Харькове, Михаила Фрунзе.
- В 1940 году, перед ВОВ, в селе Прелестный, располагавшемся у истока реки Немышля, было 22 двора, фруктовый сад и животноводческий совхоз имени Фрунзе.[2]

## Известные жители
В селе родился украинский писатель Гринченко, Борис Дмитриевич.